# Virgen del Carmen de Cuyo
Nuestra Señora del Carmen de Cuyo es una advocación mariana de la provincia de Mendoza, Argentina. Fue  declarada por el General San Martín como patrona y generala del Ejército de los Andes, patrona de la Educación de Mendoza, y patrona de la VIII Brigada de Montaña.

## Historia
El nombre del Carmen viene del Monte Carmelo o “Viña de Dios” que está en Israel. Según el Libro de los Reyes, allí vivió el profeta Elías con un grupo de jóvenes, dedicados a la oración. Corría el año 300 a. C.., y una gran sequía asolaba la región; el profeta subió a la montaña para pedir lluvia y divisó una nube de luminosa blancura de la cual brotaba el agua en abundancia; comprendió que la visión era un símbolo de la llegada del Salvador esperado, que nacería de una doncella inmaculada para traer una lluvia de bendiciones.
Desde entonces, aquella comunidad se dedicó a rezar por la que sería la madre del Redentor, comenzando así la devoción a Nuestra Señora del Carmen.
Según la tradición, María la (madre de Jesús) visitó a los monjes y los estimuló a continuar sus oraciones. Luego vino la pasión y muerte de su hijo Jesús de Nazaret, seguidas de la resurrección y marcha al cielo de Jesús, y más tarde de su Madre. 
Luego sucedieron las invasiones musulmanas en Israel, pero las oraciones del Carmelo no se interrumpieron sino que los monjes decidieron trasladarse a Europa.
En el Siglo XIII, San Simón Stock  quien era superior  de la orden de los carmelos estaba en oración, preocupado por nuevas persecuciones, cuando se le apareció la misma Madre de Dios para decirle: ”amadísimo hijo, recibe el escapulario de mi orden para que quien muriese llevándolo piadosamente, no padezca el fuego eterno”.
El Papa Gregorio XIII declaró verdadera esta aparición después de serios estudios, y basándose en los favores que recibían los que usaban el escapulario. También fue reconocida esta aparición por el Papa Juan XXII, que recibió una nueva aparición de la Virgen, en la que prometía sacar del purgatorio el primer sábado después de su muerte a sus devotos.

## La Virgen del Carmen en Mendoza, Argentina

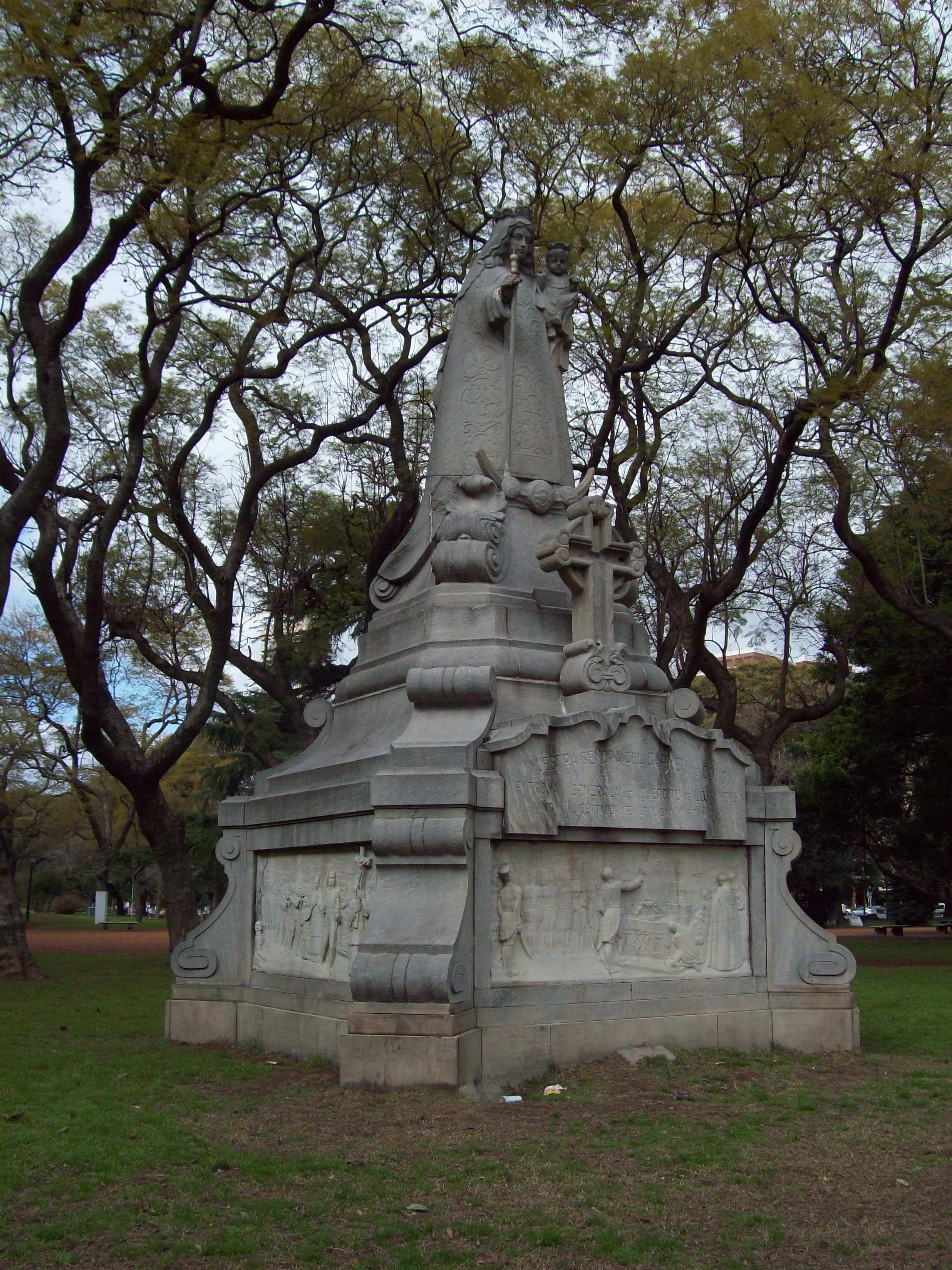
Monumento en Plaza Chile, ciudad de Buenos Aires.

Esta devoción se difundió por toda Europa y contó con Santos de la talla de San Juan de la Cruz y Santa Teresa; no es extraño que llegara a América y acompañara el despertar a la fe de los originarios que la veneraron desde mediados del siglo XVI. Ya en el siglo XVIII se encuentra en Mendoza la imagen que hoy veneramos, pues don Pedro de Núñez “caballero de gran fortuna y devoción”, donó la imagen y todo lo necesario para el culto de la Virgen del Carmen. Primero estuvo en el templo de los Padres Jesuitas estando fundada la Cofradía. En 1.776, a raíz de la expulsión de la Orden, la imagen fue trasladada a San Francisco, desde donde presidiría una de las más bellas jornadas de la historia de nuestra patria. 
Llega el año 1814, momento en el que San Martín hará de los pacíficos habitantes de Cuyo, heroicos soldados forjadores de libertad, pero ellos necesitarán una Madre que los ampare y de sentido a tanto sacrificio. Es de todos conocida la profunda devoción que el Libertador profesó a la Virgen y que lo hizo nombrarla Generala de su Ejército, superando los respetos humanos de una época en la que el liberalismo había impuesto la idea de que “la religión es asunto privado”. Tanta importancia dio al tema, que lo decidió con su Estado Mayor, según dice Espejo en su obra “El Paso de los Andes”. La devoción a la Virgen del Carmen estaba muy arraigada en Cuyo y casi todos los soldados llevaban su escapulario, por eso fue ella la que tuvo preferencia” dice, y más adelante describe la brillante ceremonia (5 de enero de 1817) durante la cual San Martín le entrega su bastón de mando, la nombra Generala, y hace bendecir también la Bandera de los Andes, “saludada por dianas y la banda con cajas y clarines, mientras rompía una salva de veintiún cañonazos, ante el ejército de gran gala y todo el pueblo de Mendoza”. Más tarde, después de sus triunfos, entregará definitivamente su bastón, esta vez en el silencio que acompaña a todo lo grande y dejando aquella conocida carta: ”la protección que ha prestado al Ejército de los Andes su Patrona y Generala la Virgen del Carmen son demasiado visibles...” Ambas reliquias, el bastón y la carta, se conservan hoy en el Camarín de la Virgen, como mudos testigos de la parte que Ella tuvo en la grandeza de alma de nuestro Libertador. Siendo Generala del Ejército Argentino, junto a la banda, acompaña a la imagen nuestra bandera. Como así también las banderas de Perú y Chile, al ser esta advocación Patrona de los 2 países vecinos.

## Coronación pontificia
Por inquietud de Fray Leonardo Maldonado, el Papa Pío X, decretó: “que la Sagrada Imagen de la Virgen María bajo el título del Carmen, que se venera en la Iglesia de San Francisco en Mendoza, sea con voto solemne coronada con corona de oro”. Apoyó su resolución en la suficiente constancia que existe de la popular veneración de la imagen, de su fama y celebridad como también de las gracias admirables y celestiales, dones concedidos copiosamente por ella. La corona, ofrenda de sus devotos, le fue impuesta en memorable ceremonia el 8 de septiembre de 1911 y es un recuerdo de tal solemnidad que se decretó tal día como Fiesta Patronal de la Provincia y en ese día, desde 1950 es también honrada muy especialmente la Santísima Virgen del Carmen de Cuyo, en las escuelas de Mendoza, como Patrona de la Escuela Primaria, instituida en tal carácter por decisión superior, y de la educación en sus tres niveles por decreto del 30 de agosto de 1980. En 1982 fue declarada Patrona de la VIII Brigada de Montaña.

## Escapulario

### Historia, requisitos y gracias

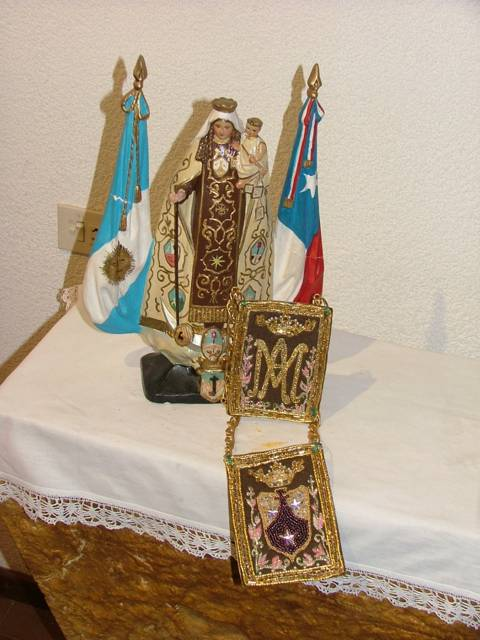
Escapulario de la Virgen del Carmen de Cuyo.

Ya antes del siglo X, se los usaba como símbolo de unión con una orden religiosa y su espiritualidad, aun viviendo la vida corriente en medio del mundo. Consistían en una franja de tela igual al hábito de los religiosos, que se introducía por la cabeza cayendo hacia adelante y atrás, de ahí su nombre que vene de escápula, espalda en latín; con el tiempo redujeron su tamaño hasta el actual. Lo importante es que no se trata de un amuleto o de algo con poderes mágicos. Es un signo sacramental que hace presente el amor de la Virgen hacia quienes son buenos hijos de Dios, viven en su amistad, o sea gracia y cumplen su ley. Hoy se sustituye para el uso diario por la medalla correspondiente, ambos reciben las mismas indulgencias y pueden ser usados por quienes no pertenecen a la Cofradía.

### Requisitos y Gracias
Es un signo externo, sacramental, que presupone una vida de gracia. La preparación conveniente, consiste en: 1- Ser muy devotos de la Santísima 
Se puede ganar indulgencia plenaria:
- el día en que se recibe el escapulario.
- en la Solemnidad de la Santísima Virgen del Carmen: el 16 de julio.
- en la Festividad de San Simón Stock : el 16 de mayo.
- en la Festividad de San Elías, Profeta: el 20 de julio.
- en la Festividad de Santa Teresa de Jesús: el 15 de octubre.
- en la Festividad de San Juan de la Cruz: el 14 de diciembre.
- en la Festividad de Santa Teresita del N. Jesús: el 1 de octubre.
- en la Festividad de todos los Santos de la Orden: el 14 de noviembre.